# Adolph Rosenkilde
Adolph Marius Rosenkilde (16. februar 1816 i København - 14. oktober 1882 sammesteds) var en dansk skuespiller og forfatter, søn af C.N. Rosenkilde, bror til Georg Rosenkilde og Julie Sødring og gift med Anne Rosenkilde.
Rosenkilde havde taget teaterblodet i arv fra sin far og til trods for dennes modvilje fremtrådte han, efter at være blevet student, 29. marts 1837 på det kongelige Teater, som Ludvig Thostrup i Østergade og Vestergade; da han imidlertid hverken i denne eller sine to andre debutroller slog afgørende igennem, og vejen fremad på den danske scene desuden syntes ham stænget af ældre komikere, brød han efter et års elevvirksomhed overtvært og søgte til Christiania Theater, der på den tid var fuldstændig dansk. 9. oktober 1839 debuterede han dér som Leporello i Mozarts opera Don Juan og vandt sig i løbet af de 10 sæsoner, han virkede der indtil udgangen af 1849-50 — et år (1842-43) var han på rejse med Ole Bull — anerkendelse som en dygtig kunstner såvel i skuespillet som i syngestykket. Alligevel greb han straks til, da Hans Wilhelm Lange 1850 tilbød ham engagement ved Casino i København; skønt han her indtil udgangen af 1854-55 og derpå i den Michael Wiehe-Høedtske hofteatersæson (1855-56) arbejdede sig frem såvel til stigende folkeyndest som i kunstnerisk modenhed, havde han dog, da han 1. september 1856 som Holbergs Jakob von Tyboe atter fremtrådte på det kongelige Teaters scene, endnu meget at overvinde, inden han nåede almindelig anerkendelse; ikke alene måtte hans geniale fader dø, men han selv måtte gennem en 21 måneders sygdom (1869-70) modtage "et mildt Skær af Alderdommens Skrøbelighed" (P. Hansen). Først i den sidste halve snes år af sit liv virkede han i et omfattende repertoire med grundmuret anseelse og myndighed. Hans sidste optræden var 24. oktober 1881 som etatsråden i Umyndige i kærlighed.
Rosenkilde var en nøjagtig, næsten pertentlig kunstner. I en række heibergske vaudevillefigurer, som Trop i Recensenten og Dyret og Hummer i De Uadskillelige, og holbergske komediekarakterer, som Jeronimuserne, pedanterne og Vielgeschrei i Den Stundesløs, bevarede han med omhyggelig troskab det helhedsbillede, han havde modtaget af faderen, om end han udførte det videre i enkelthederne med mangfoldige småtræk, som han havde afluret livet. I det hele skabte han sine figurer ud fra sådanne småiagttagelser; hans spil var en art mosaikkunst, der føjede mange små enkeltheder sammen til livagtige mennesker i latterlig belysning. Som den samtidige akademiske nationalliberalisme rettede Rosenkilde med åndsoverlegenhed sit lunes pile mod det borgerlige snæversind og det adelige standshovmod; hans adelsmænd, som markien i Postillonen i Lonjumeau, baronen i En spurv i tranedans eller grev de Miremont i Kammeraterne, besad til trods for deres håbløse idioti både anstand og finhed, og hans borgermænd, for eksempel justitsråden i Besøget i København, Conradsen i De Fattiges Dyrehave eller Jensen i En skavank var ved deres knirkende stemme og pudsige gestus såre livfulde typer, som bestandig vakte latter. Mest ejendommelig virkede Rosenkilde i roller som Gobbo i Købmanden i Venedig og Geronte i Scapins skalkestykker, hvor han kunde forene tankens snæversyn med alderdommens gåen-i-barndom til en fuldkommen imbecilitet med tandløs mimren og tungelam lallen. Dog, sammenlignet med faderen, var hans naivitet ringere, og hans komiske evne mindre frodig.
Ligesom sin fader syslede Rosenkilde med humoristisk forfattervirksomhed, hvoraf den 1861 offentliggjorte fortælling Anders Tikjøb 1923 oplevede 13. oplag, og i dramatisk form med held blev opført på privatscenerne. 1872 samlede han sine fortællinger i to Bd under titlen Mellem Sæsonerne. Hans bredt anlagte fortællemåde er ikke uden Iagttagelsesevne, men virker nu temmelig anstrengt i sin komik.
1874 blev han Ridder af Dannebrog.
Han er begravet på Garnisons Kirkegård.